# Васильєв Валерій Володимирович
Валерій Володимирович Васильєв (1950, Чернігів) — український дипломат. Надзвичайний і Повноважний Посол України.

## Біографія
Народився у 1950 році в м. Чернігів. У 1977 закінчив Київського державного університету ім. Т.Шевченка, економіст-міжнародник, референт-перекладач англійської мови. Володіє іноземними мовами: англійською та російською.
З 1977 по 1993 — працював на різних посадах на підприємствах, в науково-дослідних інститутах, партійних органах, міністерствах і відомствах України.
З 1993 по 1996 — Головний спеціаліст; заступник завідувача відділу міждержавних відносин з країнами СНД і Балтії, завідувач сектору міждержавних відносин з країнами Центральної Азії і Закавказзя Кабінету Міністрів України.
З 1996 по 1999 — Радник; радник-посланник Посольства України в Республіці Казахстан.
З 1999 по 2002 — Радник; Заступник начальника П'ятого територіального управління МЗС України, начальник відділу Центральної та Південної Азії.
З 2002 по 2006 — Радник-посланник Посольства України в Туркменістані.
З 2005 по 2006 — Тимчасовий повірений у справах України в Туркменістані.
З 2007 по 2009 — Начальник відділу Центральної та Південної Азії Третього територіального департаменту МЗС України.
З 10.08.2009 по 16.05.2014 — Надзвичайний і Повноважний Посол України в Федеративній Республіці Нігерія.